# Герб Черногорска
Герб Черногорска — опознавательно-правовой знак, составленный и употребляемый в соответствии с правилами геральдики, служащий символом города, утверждённый решением Совета депутатов города Черногорска 27 июня 2001 года.

## Описание герба
В гербе кусок каменного угля, от которого расходятся золотые лучи, показывает первопричину образования города как шахтёрского, молодого (статус города был присвоен в 1936 году), полного жизненной энергии и устремлённого в своём развитии вперёд. Узор из сплетённых геральдических лилий символизирует текстильное производство города.

## Символика герба
Красный цвет в гербе символизирует жителей Черногорска - тружеников, огромный вклад которых в экономическое, культурное, духовное развитие своего родного города имеет немаловажное значение. В геральдике красный цвет - символ труда, мужества, красоты, праздника.
Синий цвет поля указывает на расположение города в долине рек Абакана и Енисея, подчёркивая природные богатства, окружающие город. В геральдике синий цвет - символ чести, верности, искренности, славы.
Золото - символ богатства, уважения, интеллекта.
Чёрный цвет в геральдике символизирует мудрость, благоразумие, скромность.

## Описание предыдущей версии
Гербовый щит скошен червлённой перевязью с золотым национальным орнаментом, в первом лазоревом поле рука, держащая кусок угля, испускающего золотые лучи; во втором червлённом поле серебряная бобина с золотой нитью. В верхней части герба по обычаю тех лет на синем поле написано название города. 